# Janitzia ou la Dernière qui aima d'amour
Janitzia ou la Dernière qui aima d'amour est un roman de Jean Portelle paru en 1960 aux éditions Denoël et ayant reçu le Prix Interallié la même année, ex æquo avec Clem d'Henry Muller.

## Éditions
- Janitzia ou la Dernière qui aima d'amour, éditions Denoël, 1960.